# Chandler Bing

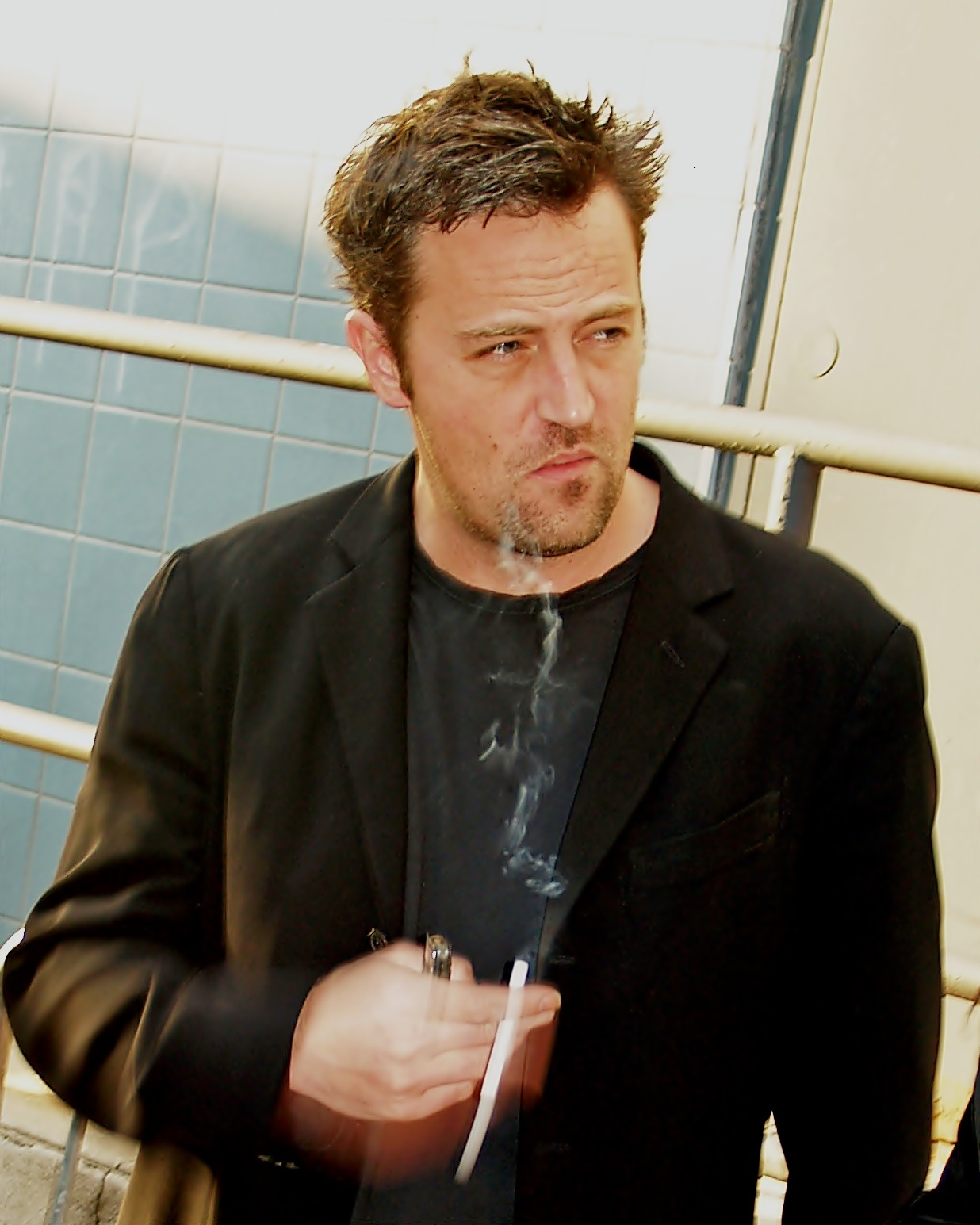
Matthew Perry la Tribeca Film Festival, din 2007.

Chandler Bing (Chandler Muriel Bing) este un personaj fictiv, creat de David Crane și Marta Kauffman, din serialul Friends. Este interpretat de Matthew Perry.
Chandler este fiul lui Charles Bing (un dansator travestit) și a lui Nora Tyler Bing (o scriitoare de romane erotice). Postul pe care îl ocupă în marea parte a serialului (și pe care nici unul din prietenii săi nu îl ține minte) este de executiv specializat în analize statistice și reconfigurare de date. 
În timpul facultății a fost colegul de cameră al lui Ross Geller. Le-a cunoscut pe Monica Geller, sora lui Ross, și pe Rachel Green la o masă de Ziua Recunoștinței. Mai târziu s-a mutat ușă-în-ușă cu Monica și colega sa de cameră, Phoebe Buffay. Stătea în apartament cu un anume Kip, care în cele din urmă a plecat. Atunci a apărut Joey Tribbiani, noul său coleg de cameră și viitorul său cel mai bun prieten. Mai târziu se mută cu Monica, pe care o ia și de soție. Împreună vor infia doi frați gemeni, Erica și Jack. La sfârșitul serialului se mută împreună cu soția și cu cei doi copii ai săi nou-născuți în suburbia New York-ului, Westchester.
Până la relația sa cu Monica, Chandler este foarte legat de Joey. Cei doi își petrec timpul uitându-se la televizor (Baywatch este preferatul lor) sau jucând fusball. De asemenea Chandler îl sprijină financiar pe Joey în cariera sa de actor, care nu e prea prolifică. Tot în această perioadă are o serie de relații cu Janice Litman. În decursul acestor relații, Chandler petrecea cel mai mult timp încercând să găsească metode de a se despărți de ea. 
Chandler este responsabil cu glumele în grup. Sarcasmul său este, după cum el însuși recunoaște, un sistem autodefensiv.